# Prelatura territoriale di Chota
La prelatura territoriale di Chota (in latino Praelatura Territorialis Chotensis) è una sede della Chiesa cattolica in Perù suffraganea dell'arcidiocesi di Piura. Nel 2021 contava 283.360 battezzati su 308.830 abitanti. È retta dal vescovo Víctor Emiliano Villegas Suclupe, O.A.R.

## Territorio
La prelatura territoriale comprende due province della regione peruviana di Cajamarca: Chota e Cutervo.
Sede prelatizia è la città di Chota, dove si trova la cattedrale di Ognissanti.
Il territorio è suddiviso in 16 parrocchie.

## Storia
La prelatura territoriale è stata eretta il 7 aprile 1963 con la bolla Pontificale munus di papa Giovanni XXIII, ricavandone il territorio dalla diocesi di Chiclayo.
Originariamente suffraganea dell'arcidiocesi di Trujillo, il 30 giugno 1966 è entrata a far parte della provincia ecclesiastica di Piura.

## Cronotassi dei vescovi
Si omettono i periodi di sede vacante non superiori ai 2 anni o non storicamente accertati.
- Florentino Armas Lerena, O.A.R. † (7 aprile 1963 - 17 agosto 1976 ritirato)
  - Sede vacante (1976-1979)
- José Arana Berruete, O.A.R. † (24 gennaio 1979 - 27 ottobre 1992 deceduto)
- Emiliano Antonio Cisneros Martínez, O.A.R. (7 dicembre 1993 - 27 marzo 2002 nominato vescovo di Chachapoyas)
- José Carmelo Martínez Lázaro, O.A.R. (27 marzo 2002 - 12 ottobre 2004 nominato vescovo di Cajamarca)
- Fortunato Pablo Urcey, O.A.R. (15 ottobre 2005 - 2 luglio 2022 ritirato)
- Víctor Emiliano Villegas Suclupe, O.A.R., dal 2 luglio 2022

## Statistiche
La prelatura territoriale nel 2021 su una popolazione di 308.830 persone contava 283.360 battezzati, corrispondenti al 91,8% del totale.
| anno | popolazione | popolazione | popolazione | presbiteri | presbiteri | presbiteri | presbiteri                | diaconi | religiosi | religiosi | parrocchie |
| anno | battezzati  | totale      | %           | numero     | secolari   | regolari   | battezzati per presbitero | diaconi | uomini    | donne     | parrocchie |
| ---- | ----------- | ----------- | ----------- | ---------- | ---------- | ---------- | ------------------------- | ------- | --------- | --------- | ---------- |
| 1966 | 224.000     | 225.000     | 99,6        | 19         | 3          | 16         | 11.789                    |         |           | 21        | 16         |
| 1970 | 230.000     | 232.000     | 99,1        | 23         | 2          | 21         | 10.000                    |         | 21        | 21        | 12         |
| 1976 | 250.000     | 260.000     | 96,2        | 18         | 1          | 17         | 13.888                    |         | 17        | 16        | 13         |
| 1980 | 290.000     | 310.000     | 93,5        | 17         | 1          | 16         | 17.058                    |         | 16        | 12        | 12         |
| 1990 | 378.000     | 405.000     | 93,3        | 17         | 6          | 11         | 22.235                    |         | 11        | 11        | 12         |
| 1999 | 294.000     | 330.000     | 89,1        | 30         | 22         | 8          | 9.800                     |         | 8         | 16        | 13         |
| 2000 | 310.000     | 320.000     | 96,9        | 30         | 22         | 8          | 10.333                    |         | 8         | 14        | 13         |
| 2001 | 310.000     | 320.000     | 96,9        | 32         | 24         | 8          | 9.687                     |         | 9         | 21        | 14         |
| 2002 | 311.000     | 322.000     | 96,6        | 30         | 22         | 8          | 10.366                    |         | 8         | 21        | 14         |
| 2003 | 315.000     | 337.000     | 93,5        | 30         | 22         | 8          | 10.500                    |         | 8         | 23        | 15         |
| 2004 | 316.000     | 338.000     | 93,5        | 31         | 24         | 7          | 10.193                    |         | 7         | 26        | 15         |
| 2013 | 353.000     | 379.000     | 93,1        | 40         | 35         | 5          | 8.825                     |         | 5         | 34        | 15         |
| 2016 | 290.000     | 320.000     | 90,6        | 43         | 38         | 5          | 6.744                     |         | 6         | 36        | 17         |
| 2019 | 288.000     | 318.325     | 90,5        | 53         | 49         | 4          | 5.433                     |         | 6         | 39        | 17         |
| 2021 | 283.360     | 308.830     | 91,8        | 54         | 50         | 4          | 5.247                     |         | 6         | 27        | 16         |